# سمیر علی‌اف
سمیر علی‌اف (ترکی آذربایجانی: Samir Əliyev؛ زادهٔ ۱۴ آوریل ۱۹۷۹) بازیکن فوتبال اهل جمهوری آذربایجان است.
از باشگاه‌هایی که در آن بازی کرده‌است می‌توان به باشگاه فوتبال خزر لنکران، باشگاه فوتبال کشله، باشگاه فوتبال توران تووز، باشگاه فوتبال باکو، باشگاه فوتبال کپز، باشگاه فوتبال سیمرغ زاقاتالا، باشگاه فوتبال نفتچی باکو، و باشگاه فوتبال الیستا اشاره کرد.
وی همچنین در تیم ملی فوتبال جمهوری آذربایجان بازی کرده‌است.